# SN 2007rx
SN 2007rx – supernowa typu Ia odkryta 28 listopada 2007 roku w galaktyce A234011+2725. W momencie odkrycia miała maksymalną jasność 17,20m.